# Shag Island (Heard und McDonaldinseln)
Shag Island (von englisch shag ‚Kormoran, Scharbe‘) ist eine 800 m lange Insel im Archipel Heard und McDonaldinseln im südlichen Indischen Ozean. Sie ist die zentrale und größte in einer Gruppe dreier Inseln (die anderen sind der Sail Rock sowie der Drury Rock), die 10 km nördlich der Insel Heard liegen.
Die Insel taucht erstmals als Shag Rock auf Kartenmaterial des US-amerikanischen Robbenfängerkapitäns H. C. Chester aus dem Jahr 1860 auf, der zu dieser Zeit in den Gewässern um den Archipel operierte. Eine genauere Kartierung und Benennung unter dem heute geläufigen Namen erfolgte 1874 bei der britischen Challenger-Expedition (1872–1876).